# Slag bij Chapakchur
De Slag bij Chapakchur of de Slag in Çapakçur vond plaats eind oktober, begin november 1467 in de regio Çapakçur. Jahan Shah, sjah van de Kara Koyunlu wou korte metten maken met zijn rivaal Oezoen Hasan van de Ak Koyunlu. Het omgekeerde gebeurde.

## Achtergrond
Sinds het ontstaan van beide confederaties lagen beide in conflict. De Ak Koyunlu was steeds ondergeschikt aan de Kara Koyunlu. Toen een neef van Jahan Shah overliep naar de tegenpartij, had Jahan Shah een motief om de Ak Koyunlu uit te schakelen.

## Oorlog
Jahan Shah vertrok met een groot leger vanuit de hoofdstad Tabriz. Oezoen Hasan probeerde met plaagstoten de opmars te vertragen en toen de winter viel zat het leger van Jahan Shah vast tussen de bergen ter hoogte van Muş. Toen de troepen van Jahan Shah begonnen te muiten viel Oezoen Hasan aan. Het leger werd in de pan gehakt en Jahan Shah vermoord.

## Gevolg
De Slag bij Chapakchur betekende het einde van de Kara Koyunlu. Tot eind vijftiende eeuw zou de Ak Koyunlu de sterkste macht zijn in West-Azië.